# Dasyrhamphis umbrinus
Dasyrhamphis umbrinus är en tvåvingeart som först beskrevs av Johann Wilhelm Meigen 1820.  Dasyrhamphis umbrinus ingår i släktet Dasyrhamphis och familjen bromsar. Inga underarter finns listade i Catalogue of Life.